# Lanfranco (architetto)

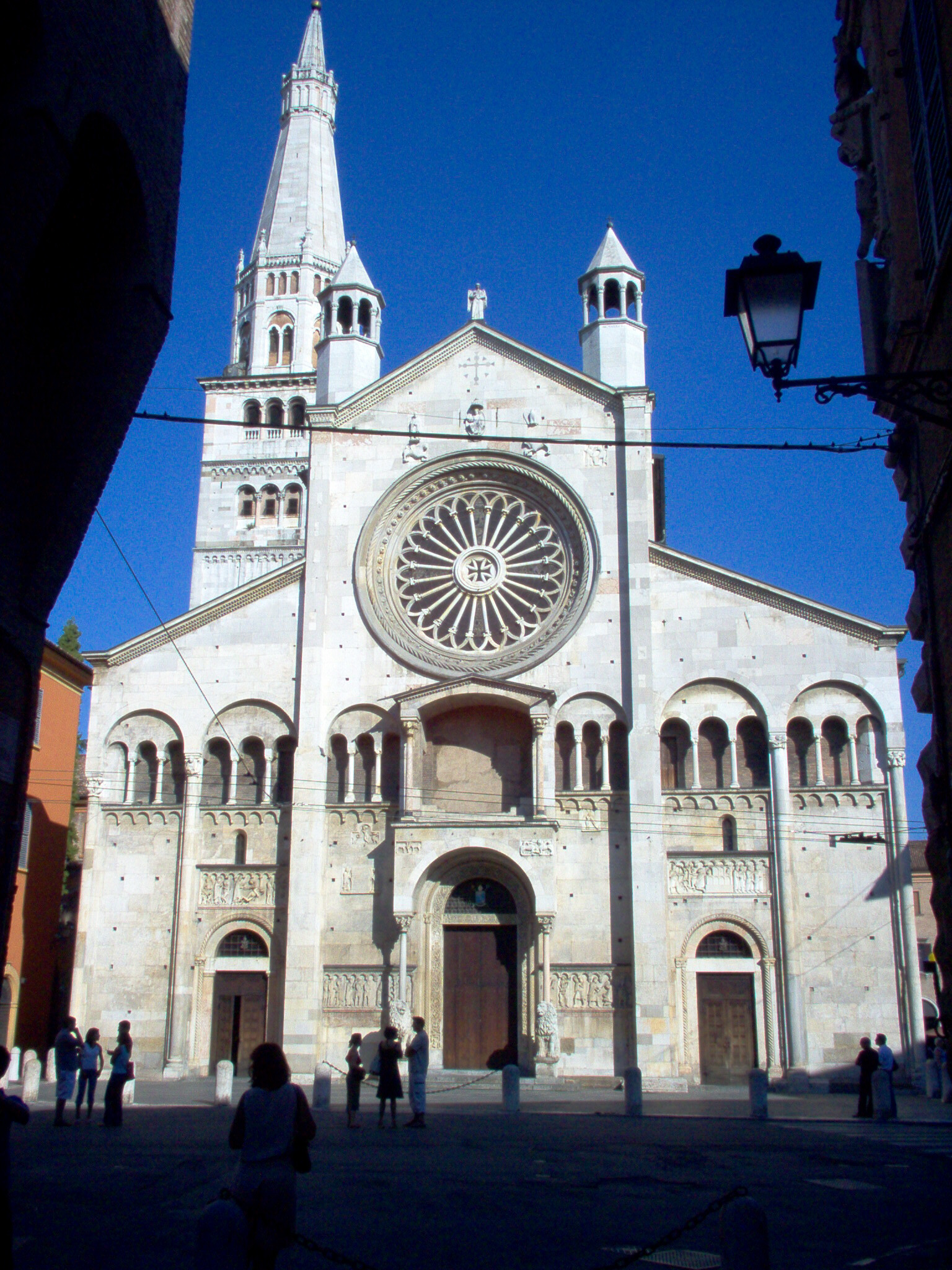
Duomo di Modena

Lanfranco (XI secolo – XII secolo) è stato un architetto italiano di età romanica, la cui attività è documentata dal 1099 nel duomo di Modena, unica opera a lui attribuibile con certezza. Il suo nome è citato, in rapporto alla progettazione del duomo, in un codice del XIII secolo conservato a Modena e nell'epigrafe commemorativa murata nell'abside del duomo stesso.

## Biografia
La Relatio translationis corporis sancti Geminiani è un testo anonimo del 1106 attribuito ad Aimone, tramandatoci in una copia del XIII secolo conservata nell'Archivio capitolare di Modena, nel quale si raccontano le vicende relative alla costruzione del duomo. Nel manoscritto è ricordata la lunga ricerca in luoghi diversi e lontani di un architetto qualificato, ricerca che si concluse quando fu individuato responsabile del progetto Lanfranco (Lanfrancus). La sua presenza nel cantiere è considerata come provvidenziale dall'estensore del testo. Un foglio, inserito nello stesso manoscritto ma non pertinente ad esso, reca quattro miniature nelle quali Lanfranco, ricordato nelle didascalie come "Lanfrancus architector", è rappresentato con vesti ricche rispetto a quelle umili degli operai, mentre, tenendo in mano la verga del comando, dirige i lavori per lo scavo delle fondamenta e per la messa in opera di una parete. Anche le miniature confermano quindi la piena dignità intellettuale già assegnata a Lanfranco nel testo della Relatio.
Il Cod. est. lat. n. 388 contiene i cosiddetti Annales veteres mutinenses ed è di interesse per la figura di Lanfranco perché contiene una sorta di compendio della Relatio. Nel codice sono riconoscibili almeno tre autori: una prima mano raccolse una serie di notizie fino al 1488, per poi integrare il testo con inserti tra rigo e rigo che giungono al 1536; due altri possessori del manoscritto integrarono il testo: il primo fu forse Alessandro Tassoni, il secondo un autore del tardo Seicento. Nella cosiddetta "redazione Tassoni", dove si discute dell'architetto del duomo, si legge: et tandem Dei gratia inventus est vir quidam nomine Lanfranchus de Facio, alias dictus Romengardus, mirabilis edificator. Da questo passaggio è ricavato il nome "Lanfranco de' Facii" o "de' Romengardi". Questa notizia potrebbe essere giunta al Tassoni da una cronachetta modenese detta di san Cesario (edita da Balan e Boschetti nel 1869), ma le parole de Facio, alias dictus Romengardus rappresentano un'ulteriore aggiunta al testo di Tassoni ed hanno quindi un valore assai limitato. Nella cronaca di san Cesario si legge: "Hora li Modonesi fecero trovare un valente maestro per nome Lanfranco de Facij et de Romengardi".

Il nome di Lanfranco, evidentemente un maestro già rinomato al momento dell'incarico da parte dei modenesi, ritorna nell'epigrafe marmorea murata nell'abside maggiore del duomo, incisa nel periodo del massaro Bozzalino (1208-1225), ma i cui versi risalgono anch'essi al tempo di Aimone e più precisamente al 1106, anno della consacrazione dell'altare di San Geminiano. Vi si legge: 
(Epigrafe, Duomo di Modena)
A queste testimonianze documentali si affianca un contesto monumentale che non permette, a causa di interventi successivi stratificatisi nel tempo, una piena identificazione della personalità dell'architetto. Dal progetto originale del duomo sembra potersi dedurre un retroterra culturale che rimanda da un lato alla chiesa di Santa Maria Maggiore a Lomello e da un altro al cantiere della cattedrale di Pisa, entrambe facenti parte dei domini di Matilde di Canossa.
Un motivo architettonico lanfranchiano viene individuato nella serie continua di loggette che cingono interamente l'edificio entro arcate cieche, ripetuto all'interno nei matronei. L'allontanamento dalla cultura lombarda, nella scelta della copertura lignea e della linearità in opposizione alla plasticità, viene interpretato come deciso e diretto richiamo all'architettura paleocristiana il quale, se non ebbe conseguenze dirette sulle opere architettoniche di epoca successiva, a parte il duomo di Ferrara la cui struttura originale riproponeva quella modenese in scala maggiore, mette in stretta relazione le origini di Lanfranco e quelle di Wiligelmo. La tesi di Quintavalle, che tende a far confluire il lavoro di questi due autori entro un più complesso disegno di cantieri aperti, per volontà di Matilde di Canossa, nell'ambito della riforma cluniacense, li vede in seguito entrambi attivi, insieme agli altri due principali scultori del duomo di Modena (il Maestro di Artù e il Maestro della Porta dei principi), nel duomo di Cremona per un periodo compreso tra il 1107 e il 1115.